# Chef - La ricetta perfetta
Chef - La ricetta perfetta (Chef) è un film del 2014 scritto, diretto, prodotto ed interpretato da Jon Favreau.

## Trama
Siamo a Brentwood, vicino a Los Angeles. Carl Casper (Jon Favreau) è un famoso e rinomato chef che, da anni, lavora come capo chef al Gauloises. Sebbene egli sia amato e rispettato dai suoi chef, tra i quali Martin (John Leguizamo) e Tony (Bobby Cannavale), e dall'assistente di sala Molly (Scarlett Johansson), non riesce ad aver lo stesso successo con il signor Riva (Dustin Hoffman), proprietario del locale. Infatti, lui non gli dà la libertà creativa che vorrebbe imponendogli di fare dei classici del locale come il tortino al cioccolato fondente e, nonostante arrivi Ramsey Michel (Oliver Platt), un critico gastronomico famoso, gli impone di fare i classici del Gaulois come il risotto all'aragosta, minacciandolo di licenziarlo.
La serata si rivela un fallimento e Casper si sente demoralizzato. A complicare le cose, c'è di mezzo il giostrarsi con l'essere un padre esemplare per Percy, nonostante i buoni rapporti con la sua ex Inez (Sofía Vergara). La sera dopo, tutti sono a leggere la recensione di Michel che definisce i suoi piatti come "un abbraccio unto da una zia dalla quale vorresti scappare"; Casper, per consolarsi, prepara una cena a Molly mostrando cosa è capace di fare e ha delle idee per il nuovo menù. Prima, però, commette un errore su Twitter e, invece di mandare un messaggio privato a Michel, manda un post pubblico in cui lo invita in maniera spavalda a provare i suoi piatti.
Nonostante le sue idee possano essere ottime, Riva non ne vuole sapere e prosegue nel domandargli di fare il suo solito menù. Così, Tony decide di prendere la palla al balzo e di servire i piatti del vecchio menù, anche se Carl non si trova lì perché non ne voleva più sapere delle imposizioni di Riva ed era adirato per come l'aveva licenziato e aveva scelto Tony. Michel continua a criticare Casper, non sapendo che se n'era andato dalla cucina, così un irato Casper entra e spiaccica il tortino al cioccolato in faccia a Michel, infuriato come non mai. Carl non sa però che in molti hanno fatto un video di lui e della sua sfuriata che finisce in rete e mette fine alla sua carriera da chef al Gaulois.
Mentre la sua assistente cerca di trovargli dei piazzamenti persino ad Hell's Kitchen per cavalcare l'onda di questa controversia, Carl viene a sapere che Tony è diventato il nuovo chef del Gaulois mentre Martin il suo sous-chef. Ciò lo rattrista e cerca un modo per tirarsi su. L'idea arriva da Inez: l'ex moglie gli chiede di venire con lei e Percy, ancora arrabbiato con il padre perché non l'ha portato a New Orléans come promesso, a Miami a trovare suo padre, un cantante di musica cubana di Little Havana. Dopo una serata passata insieme, Inez e Carl vanno a mangiare un cubano (un sandwich tipico di Cuba) e lì scopre che la donna, segretamente, aveva chiamato il suo ex-marito, Marvin, affinché gli combinasse un incontro.
Marvin, un ricco uomo d'affari della zona di Miami, per aiutarlo, gli dà un chiosco ambulante mal ridotto con il quale Carl può dare una svolta e ripartire, sapendo di essere uno chef in gamba. Aiutato da Percy e da Martin che, nel frattempo, ha lasciato il Gaulois, in breve tempo, i tre danno vita al food truck El-Jefe (il soprannome che Martin dà sempre a Carl) dove servono principalmente panini cubanos, platanos e altre cose buone che preparano al momento. Il loro viaggio inizia a Miami dove vengono quasi arrestati da un poliziotto che riconosce in Casper il tipo del tortino al cioccolato e si fa fare delle foto con lui: durante quel viaggio in cui toccano New Orléans e il Texas dove Carl userà la carne al barbecue di un suo amico Albert per i cubanos, Carl ha modo di diventare più famoso grazie al figlio che è un mago con il telefono e di migliorare il suo rapporto con lui. Quel viaggio gli ha fatto aprire gli occhi e decide di chiamare Percy e di chiedergli di venire a lavorare con lui, ma soltanto nei weekend e dopo la scuola, accordandosi con Inez affinché i soldi che guadagna vadano al suo fondo per il college.
Una sera, durante un turno serale a Los Angeles, il truck di Casper è pieno come non mai e Inez stessa viene a dare una mano a Casper con la quale sembra abbia ripreso un po' dell'amore che si era sopito. Ad un tratto, compare Michel ma Inez lo vuole mandare via in malo modo, ma lui insiste per parlare con Casper il quale, alquanto irritato, gli dice che, con la sua recensione, gli aveva tolto la dignità e la sua carriera da chef. Michel cerca di scusarsi, dato che lui adorava Casper sin dai suoi inizi rimproverandolo di non essere il solito; Casper si scusa dicendogli che non aveva il controllo sul menù a causa di Riva e che gli stava mandando un messaggio privato ma non sapeva come usare Twitter.
In questo caso, Michel gli dice che gli vuole dare una mano a rialzarsi: aveva venduto il suo blog per una cifra altissima e, con una parte dei soldi, aveva acquistato un terreno a Los Angeles non tanto distante da dove stava prima e voleva costruirci un ristorante. Dato che aveva apprezzato il suo cubano che un'altra persona aveva comprato per lui, Michel offre a Carl l'opportunità di avere un posto tutto suo diventando suo partner e socio in affari mantenendo Martin come suo secondo. Alla fine, dopo tre mesi, El Jefe è diventato un ristorante cubano molto in della zona di Los Angeles e lì, in quel giorno, era chiuso al pubblico perché Carl e Inez avevano deciso di risposarsi, costruendo di nuovo quella loro famiglia, assieme a Percy che, tutto contento, danza sulle note di "Oye como va?" cantate dal nonno.

## Produzione
Le riprese del film iniziano l'8 luglio 2013 e si svolgono negli Stati Uniti d'America tra le città di New Orleans, Austin, Los Angeles e Miami.

## Distribuzione
Il film è stato presentato al festival South by Southwest il 7 marzo 2014 e successivamente al Tribeca Film Festival, dove vince il premio del pubblico.
Il primo trailer è stato diffuso l'8 aprile seguente.
Il trailer italiano è stato pubblicato il 17 luglio 2014.
La pellicola è stata distribuita nelle sale cinematografiche statunitensi dal 9 maggio 2014, mentre in quelle italiane dal 30 luglio.

## Riconoscimenti
- 2014 - Tribeca Film Festival
  - Heineken Audience Award
- 2014 - Critics' Choice Movie Award
  - Candidatura per il miglior attore in un film commedia a Jon Favreau